# Mexico op de Olympische Zomerspelen 2016
Mexico nam deel aan de Olympische Zomerspelen 2016 in Rio de Janeiro, Brazilië. De selectie bestond uit 125 atleten, actief in 26 verschillende sporten, en was de grootste olympische delegatie van Mexico sinds de Olympische Spelen 1972. Mountainbikester Daniela Campuzano droeg de Mexicaanse vlag tijdens de openingsceremonie. 
Mexico won vijf medailles, waarvan drie zilver en twee brons. Voor het eerst sinds de Olympische Zomerspelen 2004 won het land geen gouden medaille. Het mannenvoetbalelftal poogde de olympische titel uit 2012 te prolongeren, toen de enige gouden medaille van Mexico. Mexico kwam in 2016 echter niet verder dan de groepsfase. Taekwondoka María Espinoza werd de eerste Mexicaanse olympiër die in haar carrière alle drie medailles op verschillende Spelen wist te winnen. Espinoza droeg de Mexicaanse vlag bij de sluitingsceremonie.

## Medailleoverzicht
| Sport            | Olympiër                 | Discipline            | Medaille |
| ---------------- | ------------------------ | --------------------- | -------- |
| Atletiek         | María Guadalupe González | 20km snelwandelen (v) | Zilver   |
| Schoonspringen   | Germán Sánchez           | 10m toren (m)         | Zilver   |
| Taekwondo        | María Espinoza           | +67kg (v)             | Zilver   |
| Boksen           | Misael Rodríguez         | –75kg (m)             | Brons    |
| Moderne vijfkamp | Ismael Hernández         | mannen                | Brons    |

## Deelnemers en resultaten
(m) = mannen, (v) = vrouwen 

### Atletiek
| Olympiër                 | Discipline             | Resultaat | Prestatie                                                   |
| ------------------------ | ---------------------- | --------- | ----------------------------------------------------------- |
| José Carlos Herrera      | 200 m (m)              | 20e       | serie 4: 1ste in 20,29 halve finale 1: 8ste in 20,48        |
| Ricardo Ramos            | marathon (m)           | 120e      | 2:30.20                                                     |
| Daniel Vargas            | marathon (m)           | 54e       | 2:18.51                                                     |
| Pedro Gómez              | 20km snelwandelen (m)  | 23e       | 1:22.22                                                     |
| Ever Palma               | 20km snelwandelen (m)  | 14e       | 1:21.24                                                     |
| Julio César Salazar      | 20km snelwandelen (m)  | 52e       | 1:27.38                                                     |
| Horacio Nava             | 50km snelwandelen (m)  | 13e       | 3:50.53                                                     |
| José Leyver Ojeda        | 50km snelwandelen (m)  | 25e       | 3:56.07                                                     |
| Omar Zepeda              | 50km snelwandelen (m)  | 16e       | 3:51.35                                                     |
| Alberto Álvarez          | hink-stap-springen (m) | 9e        | kwalificatie groep A: 6de met 16,67m finale: 9de met 16,56m |
| Edgar Rivera             | hoogspringen (m)       | 35e       | kwalificatie groep B: 18de met 2,17m                        |
| Diego del Real           | kogelslingeren (m)     | 4e        | kwalificatie groep B: 5de met 75,19m finale: 4de met 76,05m |
|                          |                        |           |                                                             |
| Brenda Flores            | 10000 m (v)            | 32e       | 32.39,08                                                    |
| Marisol Romero           | 10000 m (v)            | 35e       | 35.33,03                                                    |
| Margarita Hernández      | marathon (v)           | 48e       | 2:38.15                                                     |
| Madaí Pérez              | marathon (v)           | 32e       | 2:34.42                                                     |
| María Guadalupe González | 20km snelwandelen (v)  | Zilver    | 1:28.37                                                     |
| Alejandra Ortega         | 20km snelwandelen (v)  | 41e       | 1:37.33                                                     |
| María Guadalupe Sánchez  | 20km snelwandelen (v)  | 23e       | 1:33.44                                                     |
| Yvonne Treviño           | verspringen (v)        | 30e       | kwalificatie groep B: 15de met 6,16m                        |

### Badminton
| Olympiër   | Discipline    | Resultaat | Prestatie                                                                       |
| ---------- | ------------- | --------- | ------------------------------------------------------------------------------- |
| Lino Muñoz | enkelspel (m) | 14e       | groep H: 3de V van IND Kidambi: 11–21, 17–21 V van SWE Hurskainen: 12–21, 11–21 |

### Boksen
| Olympiër           | Discipline | Resultaat | Prestatie |
| ------------------ | ---------- | --------- | --- |
| Joselito Velázquez | –49kg (m)  | 9e        | 1ste ronde: W van ARG Blanc: 3–0 2de ronde: V van UZB Doesmatov: 0–3                                                                                |
| Elías Emigdio      | –52kg (m)  | 9e        | 1ste ronde: W van MGL Kharkhuu: 3–0 2de ronde: V van COL Avila: 0–3                                                                                 |
| Lindolfo Delgado   | –60kg (m)  | 17e       | 1ste ronde: V van ITA Tommasone: 0–3 |
| Raúl Curiel        | –64kg (m)  | 17e       | 1ste ronde: V van CHN Hu: (w/o) |
| Juan Pablo Romero  | –69kg (m)  | 17e       | 1ste ronde: V van ITA Mangiacapre: 1–2 |
| Misael Rodríguez   | –75kg (m)  | Brons     | 1ste ronde: W van IRQ Karaawi: 3–0 2de ronde: W van IRL O'Rreilly: (w/o) kwartfinale: W van EGY Abdin: 3–0 halve finale: V van UZB Melikoeziev: 0–3 |

### Boogschieten
| Olympiër                                       | Discipline      | Resultaat | Prestatie |
| ---------------------------------------------- | --------------- | --------- | --- |
| Ernesto Horacio Boardman                       | individueel (m) | 33e       | plaatsingsronde: 28ste met 662 punten 1ste ronde: V van CUB Puentes: 4–6 |
|                                                |                 |           | |
| Gabriela Bayardo                               | individueel (v) | 17de      | plaatsingsronde: 12de met 648 punten 1ste ronde: W van BAN Ray: 6–0 2de ronde: V van GER Unruh: 4–6 |
| Aída Román                                     | individueel (v) | 33e       | plaatsingsronde: 38ste met 623 punten 1ste ronde: V van MDA Mirca: 3–6 |
| Alejandra Valencia                             | individueel (v) | 4e        | plaatsingsronde: 8ste met 651 punten 1ste ronde: W van GEO Lobzhenidze: 6–0 2de ronde: W van TUR Anagöz: 6–5 3de ronde: W van IND Devi: 6–2 kwartfinale: W van KOR Choi: 6–0 halve finale: V van GER Unruh: 2–6 bronzen finale: V van KOR Ki: 4–6 |
| Gabriela Bayardo Aída Román Alejandra Valencia | team (v)        | 5e        | plaatsingsronde: 5de met 1922 punten 1ste ronde: W van Georgië: 6–0 kwartfinale: V van Chinees Taipei: 4-5 |

### Gewichtheffen
| Olympiër           | Discipline | Resultaat | Prestatie                                                  |
| ------------------ | ---------- | --------- | ---------------------------------------------------------- |
| Bredni Roque       | –69kg (m)  | 4e        | trekken: 7de met 145kg stoten: 5de met 181kg totaal: 326kg |
|                    |            |           |                                                            |
| Patricia Domínguez | –58kg (v)  | 8e        | trekken: 6de met 96kg stoten: 8ste met 115kg totaal: 211kg |
| Eva Gurrola        | –63kg (v)  | 5e        | trekken: 6de met 100kg stoten: 6de met 120kg totaal: 220kg |
| Alejandra Garza    | –75kg (v)  | 9e        | trekken: 10de met 98kg stoten: 9de met 126kg totaal: 224kg |

### Golf
| Olympiër          | Discipline | Resultaat | Prestatie                    |
| ----------------- | ---------- | --------- | ---------------------------- |
| Rodolfo Cazaubón  | mannen     | 30e       | totaal: 283 punten (par –1)  |
|                   |            |           |                              |
| Gaby López        | vrouwen    | 31e       | totaal: 286 punten (par +2)  |
| Alejandra Llaneza | vrouwen    | 44e       | totaal: 294 punten (par +10) |

### Gymnastiek
| Olympiër      | Discipline               | Resultaat | Prestatie |
| ------------- | ------------------------ | --------- | --- |
| Daniel Corral | paard voltige (m)        | 47e       | kwalificatie: 47ste met 13,833 punten |
| Daniel Corral | brug (m)                 | 25e       | kwalificatie: 25ste met 15,000 punten |
|               |                          |           | |
| Alexa Moreno  | meerkamp individueel (v) | 31e       | kwalificatie: 31ste sprong: 40ste met 14,400 punten brug: 59ste met 13,333 punten balk: 51ste met 13,300 punten vloer: 28ste met 13,833 punten totaal: 54,866 punten |
| Alexa Moreno  | sprong (v)               | 12e       | kwalificatie: 12de met 14,633 punten |

### Judo
| Olympiër         | Discipline | Resultaat | Prestatie                                                                  |
| ---------------- | ---------- | --------- | -------------------------------------------------------------------------- |
| Edna Carrillo    | –48kg (v)  | 9e        | 1ste ronde: W van TUR Lokmanhekim: ippon 2de ronde: V van JPN Kondo: ippon |
| Vanessa Zambotti | +78kg (v)  | 9e        | 1ste ronde: vrij 2de ronde: V van FRA Andeol: shido                        |

### Kanovaren
| Olympiër      | Discipline    | Resultaat | Prestatie                                                                     |
| ------------- | ------------- | --------- | ----------------------------------------------------------------------------- |
| Marcos Pulido | C-1 200 m (m) | 16e       | serie 3: 6de in 41,910 halve finale 2: 5de in 42,283 finale B: 8ste in 42,098 |

### Moderne vijfkamp
| Olympiër         | Discipline | Resultaat | Prestatie |
| ---------------- | ---------- | --------- | --- |
| Ismael Hernández | mannen     | Brons     | 1468 punten 0334 met zwemmen (2.02,12; 11e) 0208 met schermen (18–17 +0; 19e) 0300 met paardrijden (0 strafpunten; 5e) 0626 met hardlopen/schieten (11.14,33; 8e)  |
|                  |            |           | |
| Tamara Vega      | vrouwen    | 11e       | 1311 punten 0290 met zwemmen (2.16,89; 17e) 0190 met schermen (15–20 +0; 27e) 0300 met paardrijden (0 strafpunten; 5e) 0531 met hardlopen/schieten (12.49,39; 11e) |

### Paardensport
| Olympiër                   | Discipline  | Resultaat | Prestatie                     |
| Dressuur                   | Dressuur    | Dressuur  | Dressuur                      |
| -------------------------- | ----------- | --------- | ----------------------------- |
| Bernadette Pujals op Rolex | individueel | 51e       | Grand Prix: 51ste met 66,757% |

### Roeien
| Olympiër            | Discipline | Resultaat | Prestatie |
| ------------------- | ---------- | --------- | --- |
| Juan Carlos Cabrera | skiff (m)  | 8e        | serie 1: 2de in 7.08,27 kwartfinale 3: 2de in 6.50,04 halve finale 1: 4de in 7.03,68 finale B: 2de in 6.50,02  |
|                     |            |           | |
| Kenia Lechuga       | skiff (v)  | 12e       | serie 1: 1ste in 8.11,44 kwartfinale 1: 3de in 7.44,11 halve finale 1: 6de in 8.14,76 finale B: 6de in 7.40,39 |

### Schermen
| Olympiër                                       | Discipline | Resultaat | Prestatie                                                                                            |
| ---------------------------------------------- | ---------- | --------- | --- |
| Daniel Gómez                                   | floret (m) | 27e       | 1ste ronde: vrij 2de ronde: V van ITA Avola: 5–15                                                    |
| Julián Ayala                                   | sabel (m)  | 30e       | 1ste ronde: V van HUN Szilágyi: 9–15                                                                 |
|                                                |            |           | |
| Alejandra Terán                                | degen (v)  | 36e       | 1ste ronde: V van JPN Sato: 12–15                                                                    |
| Nataly Michel                                  | floret (v) | 26e       | 1ste ronde: vrij 2de ronde: V van USA Prescod: 9–15                                                  |
| Tanya Arrayales                                | sabel (v)  | 28e       | 1ste ronde: vrij 2de ronde: V van RUS Jegorjan: 7–15                                                 |
| Úrsula González                                | sabel (v)  | 31e       | 1ste ronde: W van MEX Toledo: 15–11 2de ronde: V van UKR Charlan: 8–15                               |
| Julieta Toledo                                 | sabel (v)  | 34e       | 1ste ronde: V van MEX González: 11–15                                                                |
| Tanya Arrayales Úrsula González Julieta Toledo | sabel (v)  | 7e        | 1ste ronde: V van Rusland: 31–45 5-8ste plek: V van Polen: 23–45 7-8ste plek: W van Frankrijk: 45–38 |

### Schietsport
| Olympiër         | Discipline           | Resultaat | Prestatie |
| ---------------- | -------------------- | --------- | --- |
| Goretti Zumaya   | 10m luchtgeweer (v)  | 24e       | kwalificatie: 24ste met 413,9 punten (103,0-104,9-102,8-103,2)                                                                                       |
| Alejandra Zavala | 10m luchtpistool (v) | 4e        | kwalificatie: 4de met 387 punten (97-97-95-98) finale: 4de met 157,1 punten (9,8-10,5-8,6-9,2-9,5-10,5-9,6-10,7-10,6-10,1-9,4-10,1-9,8-8,9-10,1-9,7) |

### Schoonspringen
| Olympiër                        | Discipline               | Resultaat | Prestatie                                                                                            |
| ------------------------------- | ------------------------ | --------- | --- |
| Rodrigo Diego López             | 3m plank (m)             | 16e       | voorronde: 8ste met 430,70 punten halve finale: 16de met 356,05 punten                               |
| Rommel Pacheco                  | 3m plank (m)             | 7e        | voorronde: 2de met 488,25 punten halve finale: 2de met 469,70 punten finale: 7de met 451,20 punten   |
| Iván García                     | 10m toren (m)            | 10e       | voorronde: 15de met 418,90 punten halve finale: 3de met 497,55 punten finale: 10de met 418,95 punten |
| Germán Sánchez                  | 10m toren (m)            | Zilver    | voorronde: 12de met 430,05 punten halve finale: 9de met 462,05 punten finale: 2de met 532,70 punten  |
| Jahir Ocampo Rommel Pacheco     | 3m plank synchroon (m)   | 5e        | 405,30 punten                                                                                        |
| Iván García Germán Sánchez      | 10 m toren synchroon (m) | 5e        | 423,30 punten                                                                                        |
|                                 |                          |           | |
| Dolores Hernández               | 3m plank (v)             | 16e       | voorronde: 18de met 295,20 punten halve finale: 16de met 293,05 punten                               |
| Melany Hernández                | 3m plank (v)             | 22e       | voorronde: 22ste met 279,45 punten                                                                   |
| Paola Espinosa                  | 10m toren (v)            | 4e        | voorronde: 13de met 313,70 punten halve finale: 12de met 306,45 punten finale: 4de met 377,10 punten |
| Alejandra Orozco                | 10m toren (v)            | 20e       | voorronde: 20ste met 287,45 punten                                                                   |
| Paola Espinosa Alejandra Orozco | 10m toren synchroon (v)  | 6e        | 304,08 punten                                                                                        |

### Synchroonzwemmen
| Olympiër                    | Discipline | Resultaat | Prestatie |
| --------------------------- | ---------- | --------- | --- |
| Karem Achach Nuria Diosdado | duet       | 11e       | kwalificatie: 11de technische routine: 12de met 84,9268 punten vrije routine: 11de met 85,7333 punten totaal: 170,6601 punten finale: 11de vrije routine: 11de met 86,0667 punten totaal: 170,9935 punten |

### Taekwondo
| Olympiër          | Discipline | Resultaat | Prestatie |
| ----------------- | ---------- | --------- | --- |
| Carlos Navarro    | –58kg (m)  | 5e        | 1ste ronde: W van LBA Shriha: 23–9 kwartfinale: W van BRA Teixeira: 8–5 halve finale: V van CHN Zhao: 4–9 bronzen finale: V van KOR Kim: 5–7               |
| Saúl Gutiérrez    | –68kg (m)  | 11e       | 1ste ronde: V van MGL Purevjav: 11–12 |
|                   |            |           | |
| Itzel Manjarrez   | –49kg (v)  | 5e        | 1ste ronde: W van COD Lukusa: 9–5 kwartfinale: W van BRA Sing: 14–4 halve finale V van SRB Bogdanović: 0–10 bronzen finale: V van THA Wongpattanakit: 3–15 |
| María Espinoza VS | +67kg (v)  | Zilver    | 1ste ronde: W van PHI Alora: 4–1 kwartfinale: W van MAR Dislam: 3–2SD halve finale: W van USA Galloway: 0–0sup finale: V van CHN Zheng: 1–5                |

### Tafeltennis
| Olympiër      | Discipline    | Resultaat | Prestatie |
| ------------- | ------------- | --------- | --- |
| Marcos Madrid | enkelspel (m) | 49e       | voorronde: W van VAN Shing: 4-0 (11–8, 11–9, 11–4, 11–1) 1ste ronde: V van SVK Wang: 1-4 (8–11, 8–11, 6–11, 11–5, 6–11)  |
|               |               |           | |
| Yadira Silva  | enkelspel (v) | 49e       | voorronde: W van SYR Allejji: 4-0 (11–2, 11–1, 11–2, 11–4) 1ste ronde: V van SVK Balážová: 0-4 (10–12, 5–11, 8–11, 7–11) |

### Tennis
| Olympiër                                    | Discipline     | Resultaat | Prestatie                                                                                     |
| ------------------------------------------- | -------------- | --------- | --------------------------------------------------------------------------------------------- |
| Santiago González Miguel Ángel Reyes-Varela | dubbelspel (m) | 9e        | 1ste ronde: W van GBR Fleming/Inglot: 6–3, 6–0 2de ronde: V van ROU Mergea/Tecău: 3–6, 6–7(9) |

### Triatlon
| Olympiër          | Discipline | Resultaat | Prestatie                      |
| ----------------- | ---------- | --------- | ------------------------------ |
| Rodrigo González  | mannen     | DNF       | zwemmen: 18:38 wielrennen: LAP |
| Crisanto Grajales | mannen     | 12e       | 1:47.28                        |
| Irving Pérez      | mannen     | 22e       | 1:48.26                        |
|                   |            |           |                                |
| Cecilia Pérez     | vrouwen    | 33e       | 2:02.47                        |
| Claudia Rivas     | vrouwen    | 9e        | 1:58.28                        |

### Voetbal
| Olympiër | Discipline | Resultaat | Prestatie                                                               |
| --- | ---------- | --------- | ----------------------------------------------------------------------- |
| Alfredo Talavera D Gibrán Lajud José Abella Érick Aguirre César Montes Carlos Salcedo Jordan Silva Jorge Torres Nilo D Carlos Cisneros Rodolfo Pizarro Víctor Guzmán Érick Gutiérrez Michael Pérez Hirving Lozano Alfonso González Oribe Peralta D Erick Torres Padilla Marco Bueno | mannen     | 9e        | groep C: 3de G van Duitsland: 2-2 W van Fiji: 5-1 V van Zuid-Korea: 0-1 |

| Groep C |            |             |             |             |             |            |            |            |        |
| #       | Land       | Wedstrijden | Wedstrijden | Wedstrijden | Wedstrijden | Doelpunten | Doelpunten | Doelpunten | Punten |
| #       | Land       | G           | W           | G           | V           | V          | T          | Saldo      | Punten |
| 1       | Zuid-Korea | 3           | 2           | 1           | 0           | 12         | 3          | +9         | 7      |
| 2       | Duitsland  | 3           | 1           | 2           | 0           | 15         | 5          | +10        | 5      |
| 3       | Mexico     | 3           | 1           | 1           | 1           | 7          | 4          | +3         | 4      |
| 4       | Fiji       | 3           | 0           | 0           | 3           | 1          | 23         | –22        | 0      |

| Ronde       | Datum | Lokale tijd | MEZT     | Plaats     | Land | Score     | Land |
| ----------- | ----- | ----------- | -------- | ---------- | ---- | --------- | ---- |
| Groepsfase  |       |             |          |            |      |           |      |
| 4 augustus  | 17:00 | 21:00       | Salvador | Mexico     | 2–2  | Duitsland |      |
| 7 augustus  | 13:00 | 18:00       | Salvador | Fiji       | 1–5  | Mexico    |      |
| 10 augustus | 16:00 | 21:00       | Brasilia | Zuid-Korea | 1–0  | Mexico    |      |

### Volleybal

#### Beach
| Olympiër                       | Discipline | Resultaat | Prestatie |
| ------------------------------ | ---------- | --------- | --- |
| Lombardo Ontiveros Juan Virgen | mannen     | 9e        | groep C: 2de W van ITA Nicolai/Lupo: 2-1 (14–21, 21–14, 15–11) V van USA Dalhausser/Lucena: 0-2 (14–21, 17–21) W van TUN Naceur/Salah: 2-0 (21–10, 21–10) 2de ronde: V van NED Nummerdor/Varenhorst: 0-2 (18–21, 15–21) |

#### Zaal
| Olympiër | Discipline | Resultaat | Prestatie |
| --- | ---------- | --------- | --- |
| Daniel Vargas Gonzalo Ruiz Jesús Rangel L Jesús Alberto Perales Jorge Quiñones Carlos Guerra A Pedro Rangel Jorge Barajas Samuel Córdova Tomás Aguilera Néstor Orellana José Martínez | zaal (m)   | 11e       | groep A: 6de V van Brazilië: 1-3 (25-23, 19-25, 14-25, 18-25) V van Frankrijk: 0-3 (18-25, 12-25, 22-25) V van Italië: 0-3 (17-25, 13-25, 17-25) V van Canada: 0-3 (20-25, 13-25, 22-25) V van Verenigde Staten: 0-3 (23-25, 11-25, 19-25) |

| # | Ploeg            | Punten | Wedstrijden | Wedstrijden | Wedstrijden | Spelpunten | Spelpunten | Spelpunten | Sets | Sets | Sets  |
| # | Ploeg            | Punten | G           | W           | V           | W          | V          | Ratio      | W    | V    | Ratio |
| - | ---------------- | ------ | ----------- | ----------- | ----------- | ---------- | ---------- | ---------- | ---- | ---- | ----- |
| 1 | Italië           | 12     | 5           | 4           | 1           | 432        | 375        | 1,152      | 13   | 5    | 2,600 |
| 2 | Canada           | 9      | 5           | 3           | 2           | 378        | 378        | 1,000      | 10   | 7    | 1,428 |
| 3 | Verenigde Staten | 9      | 5           | 3           | 2           | 419        | 405        | 1,034      | 10   | 8    | 1,250 |
| 4 | Brazilië         | 9      | 5           | 3           | 2           | 467        | 442        | 1,056      | 11   | 9    | 1,222 |
| 5 | Frankrijk        | 6      | 5           | 2           | 3           | 386        | 367        | 1,051      | 8    | 9    | 0,888 |
| 6 | Mexico           | 0      | 5           | 0           | 5           | 283        | 398        | 0,711      | 1    | 15   | 0,066 |

| Ronde       | Datum | Lokale tijd | MEZT           | Plaats    | Land | Score  | Land |
| ----------- | ----- | ----------- | -------------- | --------- | ---- | ------ | ---- |
| Groepsfase  |       |             |                |           |      |        |      |
| 7 augustus  | 11:35 | 16:35       | Rio de Janeiro | Brazilië  | 3−1  | Mexico |      |
| 9 augustus  | 11:55 | 16:55       | Rio de Janeiro | Frankrijk | 3−0  | Mexico |      |
| 11 augustus | 20:30 | 01:30       | Rio de Janeiro | Italië    | 3−0  | Mexico |      |
| 13 augustus | 20:30 | 01:30       | Rio de Janeiro | Canada    | 3−0  | Mexico |      |
| 15 augustus | 11:35 | 16:35       | Rio de Janeiro | Brazilië  | 3−1  | Mexico |      |

### Wielersport
| Olympiër             | Discipline       | Resultaat | Prestatie |
| Baan                 | Baan             | Baan      | Baan |
| -------------------- | ---------------- | --------- | --- |
| Ignacio Prado        | omnium (m)       | 15e       | 73 punten 16 punten bij scratch (13e) 14 punten bij achtervolging: 4.29,396 (14e) 24 punten bij afvalkoers (9e) 08 punten bij tijdrit: 1.05,839 (17e) 08 punten bij vliegende ronde: 14,046 (17e) 03 punten bij puntenkoers |
| Mountainbike         |                  |           | |
| Daniela Campuzano VO | vrouwen          | 16e       | 1:36.33 |
| Weg                  |                  |           | |
| Luis Lemus           | wegwedstrijd (m) | DNF       | DNF |
|                      |                  |           | |
| Carolina Rodríguez   | wegwedstrijd (v) | DNF       | DNF |

### Worstelen
| Olympiër       | Discipline     | Resultaat      | Prestatie                               |
| Grieks-Romeins | Grieks-Romeins | Grieks-Romeins | Grieks-Romeins                          |
| -------------- | -------------- | -------------- | --------------------------------------- |
| Alfonso Leyva  | –85kg (m)      | 19e            | voorronde: V van GEO Kobliashjvili: 0–3 |

### Zeilen
| Olympiër     | Discipline | Resultaat | Prestatie                                        |
| ------------ | ---------- | --------- | ------------------------------------------------ |
| David Mier   | RS:X (m)   | 20e       | 207 punten: (28-21-22-26-21-17-32-15-5-16-15-21) |
| Yanic Gentry | laser (m)  | 42e       | 340 punten: (41-42-29-43-34-36-38-DNF-41-36)     |
|              |            |           |                                                  |
| Demita Vega  | RS:X (v)   | 13e       | 147 punten: (11-18-18-9-10-17-27-8-13-17-11-15)  |

### Zwemmen
| Olympiër            | Discipline           | Resultaat | Prestatie                     |
| ------------------- | -------------------- | --------- | ----------------------------- |
| Ricardo Vargas      | 1500m vrije slag (m) | 25e       | serie 2: 3de in 15.11,53 (NR) |
| Long Gutiérrez Feng | 100m vlinderslag (m) | 32e       | serie 3: 7de in 53,34         |
|                     |                      |           |                               |
| Liliana Ibañez      | 50m vrije slag (v)   | 28e       | serie 7: 3de in 25,25         |